# Siegfried Taub
Siegfried (Vítězslav) Taub (geboren 11. Januar 1876 in Teltsch, Österreich-Ungarn; gestorben 30. April 1946 in New York City) war ein tschechoslowakisch-deutschböhmischer Politiker.

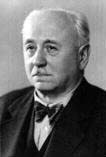
Siegfried Taub

## Leben
Siegfried Taub wuchs zweisprachig auf. Er besuchte das Realgymnasium in Teltsch von 1886 bis 1890 und arbeitete als Kaufmannsgehilfe in Iglau, Jungbunzlau und Klagenfurt. Er wurde Mitglied der Sozialdemokratischen Arbeiterpartei (SDAP)  und engagierte sich in der Gewerkschaft der Handlungsgehilfen. Ab 1902 war er Angestellter bei der Brünner Bezirkskrankenkasse und war von 1911 bis 1925 deren Direktor. Hauptberuflich war Taub ab 1926 Vizepräsident der Zentralsozialversicherungsanstalt in Prag. Taub war verheiratet mit Else Kahn, sie hatten die Söhne Walter Taub und Kurt Taub.
In der SDAP war er ab 1909 Mitglied des Bezirksvorstandes für Mähren. 1911 wurde er in den Stadtrat von Brünn gewählt und hatte dieses Ehrenamt bis 1917 inne. Nach Gründung der Tschechoslowakei 1918 war er ab 1920 Abgeordneter der Deutschen sozialdemokratischen Arbeiterpartei in der Tschechoslowakischen Republik (DSAP) im Abgeordnetenhaus der Tschechoslowakei und wurde regelmäßig wiedergewählt. Im Parlament nahm er bis 1925 das Amt eines Sekretärs des Parlamentspräsidenten ein und ab 1929 das eines Vizepräsidenten.
In der DSAP  war Taub ab 1921 Mitglied der Parteikontrollkommission und gab von 1922 bis 1926 die Parteizeitung „Soziale Rundschau“ heraus. Er war ein enger Mitarbeiter des Parteiführers Ludwig Czech und wurde 1925 als Nachfolger des früh verstorbenen Karl Čermak Zentralsekretär der Partei, dafür verlegte er seinen Wohnsitz von Brünn nach Prag. Er war von 1927 an Mitglied des Parteivorstands und fungierte als Herausgeber des Parteiorgans „Der Sozialdemokrat“ sowie der Zeitschriften „Tribüne“ und ab 1934 „Der Kampf“. Taub war ab 1930 der Delegierte der DSAP in der Exekutive der Sozialistischen Arbeiterinternationale. 
Taub plädierte für eine sprachübergreifende Zusammenarbeit mit den tschechoslowakischen Sozialdemokraten und war 1928 maßgeblich am Zustandekommen des ersten Kongresses aller sozialdemokratischen Parteien der Tschechoslowakei beteiligt. In diese Zeit fiel die Abkehr der DSAP von einem nationalpolitischen Kurs hin zu einer staatsbejahenden Politik im Rahmen der ČSR, und damit verbunden ihr Eintritt in die Regierung.  
Ab 1933 leitete er die Sozialdemokratische Flüchtlingsfürsorge für die aus dem Deutschen Reich geflohenen Antifaschisten und sorgte bei der tschechoslowakischen Regierung für eine tolerante Asylpolitik und dafür, dass der exilierte Parteivorstand der Sopade von Prag aus agieren konnte. 
Bei der Zerschlagung der Tschechoslowakei im März 1939 flüchtete Taub in die britische Gesandtschaft in Prag, er gelangte mit freiem Geleit nach Polen und von dort nach Schweden. Er wurde gemeinsam mit Wenzel Jaksch Vorsitzender der Exilorganisation der DSAP. 
Im Mai 1941 reiste Taub zusammen mit Bruno Rother und Fritz Tejessy im Auftrag der „Treuegemeinschaft sudetendeutscher Sozialdemokraten im Ausland (TG)“  über die UdSSR und Japan in die USA. Taub war bereits erkrankt, als er sich 1946 auf seine Rückkehr nach Prag vorbereitete. 